# Harald Keres
Harald Keres (Pjarnu, 1912. november 15. – Tartu, 2010. június 26.) észt fizikus, a gravitációelmélet észt iskolájának alapítója.

## Élete
Az akkoriban az orosz Birodalom részét képző Pjarnuban született. A Tartui Egyetemen tanult. 1961-ben lett az Észt Tudományos Akadémia tagja elméleti fizika terén. 1996-ban megkapta a Nemzeti Címer Rendje III. fokozatát.
Öccse a sakknagymester Paul Keres.

## Fordítás
Ez a szócikk részben vagy egészben  a   Harald Keres című angol Wikipédia-szócikk ezen változatának fordításán alapul.  Az eredeti cikk szerkesztőit annak laptörténete sorolja fel. Ez a jelzés csupán a megfogalmazás eredetét és a szerzői jogokat jelzi, nem szolgál a cikkben szereplő információk forrásmegjelöléseként.